# Hyundai Accent
Hyundai Accent (koreanska: 현대 엑센트) är en bil i småbilsklassen tillverkad av Hyundai sedan 1994. Den introducerades som en uppföljare till Hyundai Pony. Hösten 1997 gjordes en facelift. Andra generationens Accent kom år 2000 och var samma bil som hette Hyundai Verna på vissa marknader. Den var utseendemässigt ganska lik den första Accent men hade något kantigare former och annorlunda kylargrill. 2006 kom en helt ny Hyundai Accent med en uppdaterad 1.6L 16V motor med CVVT teknik på 112 hk. År 2008 upphörde försäljning av modellen i Europa som ersattes av Hyundai i20. 2015 är modellen inne på sin fjärde generation och har kommit att bli en av de bäst säljande bilmodellerna i sin storleksklass, särskilt i USA.